# Děpold Černín z Chudenic
Děpold hrabě Černín z Chudenic (uváděn též jako Děpolt, německy Theobald Graf Czernin von und zu Chudenicz; 1. května 1836 Praha – 6. listopadu 1893 Dymokury) byl český šlechtic, politik, důstojník a velkostatkář z rodu Černínů z Chudenic. Od mládí sloužil v rakouské armádě a jako důstojník jezdectva bojoval v několika válkách. Později se v různých sférách veřejného života zapojil do dění v Čechách, byl dlouholetým poslancem českého zemského sněmu (1870–1872 a 1883–1892), v roce 1887 byl jmenován členem Panské sněmovny. Byl majitelem velkostatků ve středních Čechách (Dymokury, Vinoř). Z jeho potomstva vynikl syn Otakar (1872–1932), který se uplatnil jako diplomat a za první světové války byl rakousko-uherským ministrem zahraničí (1916–1918).

## Životopis

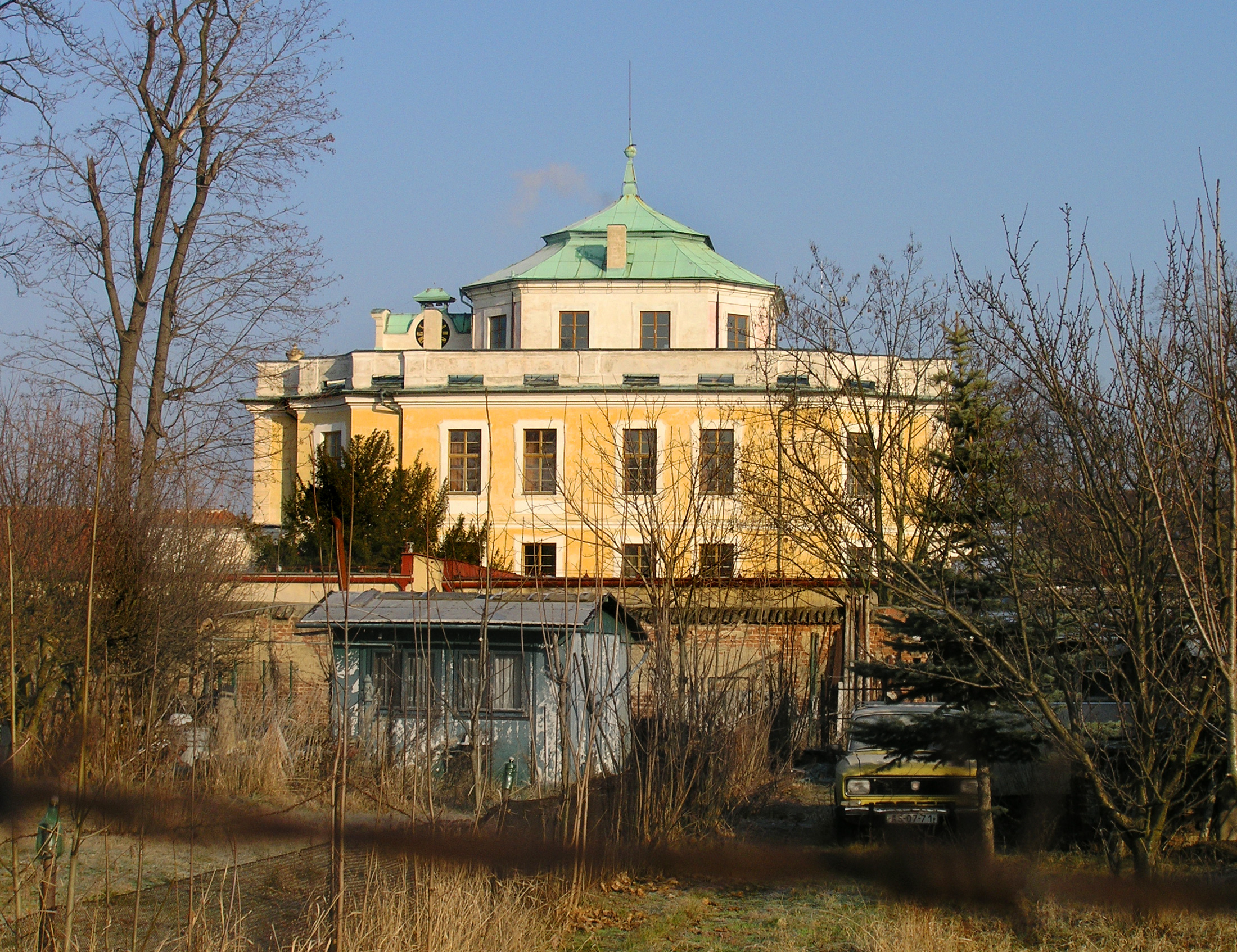
Zámek Vinoř, sídlo vinořské větve Černínů

Pocházel ze starého českého šlechtického rodu Černínů z Chudenic, patřil k tzv. vinořské linii. Narodil se v Praze jako nejstarší ze tří synů Otakara Černína (1809–1886) a jeho manželky Rosiny, rozené hraběnky Colloredo-Waldsee (1815–1874). Děpold studoval soukromě a v roce 1854 jako dobrovolník vstoupil do armády, ještě téhož roku byl povýšen na poručíka u 10. hulánského pluku. Od roku 1856 byl nadporučíkem u 7. pluku dragounů a v roce 1858 byl povýšen na rytmistra u 8. kyrysnického pluku. Bojoval ve válce se Sardinií (1859) a později v prusko-rakouské válce (1866), za účast v těchto konfliktech byl dvakrát vyznamenán. V roce 1866 dosáhl hodnosti majora a nadále byl štábním důstojníkem 8. kyrysnického pluku příslušného do Győru. V roce 1869 z armády odešel, poté se věnoval politice a správě rodového majetku.

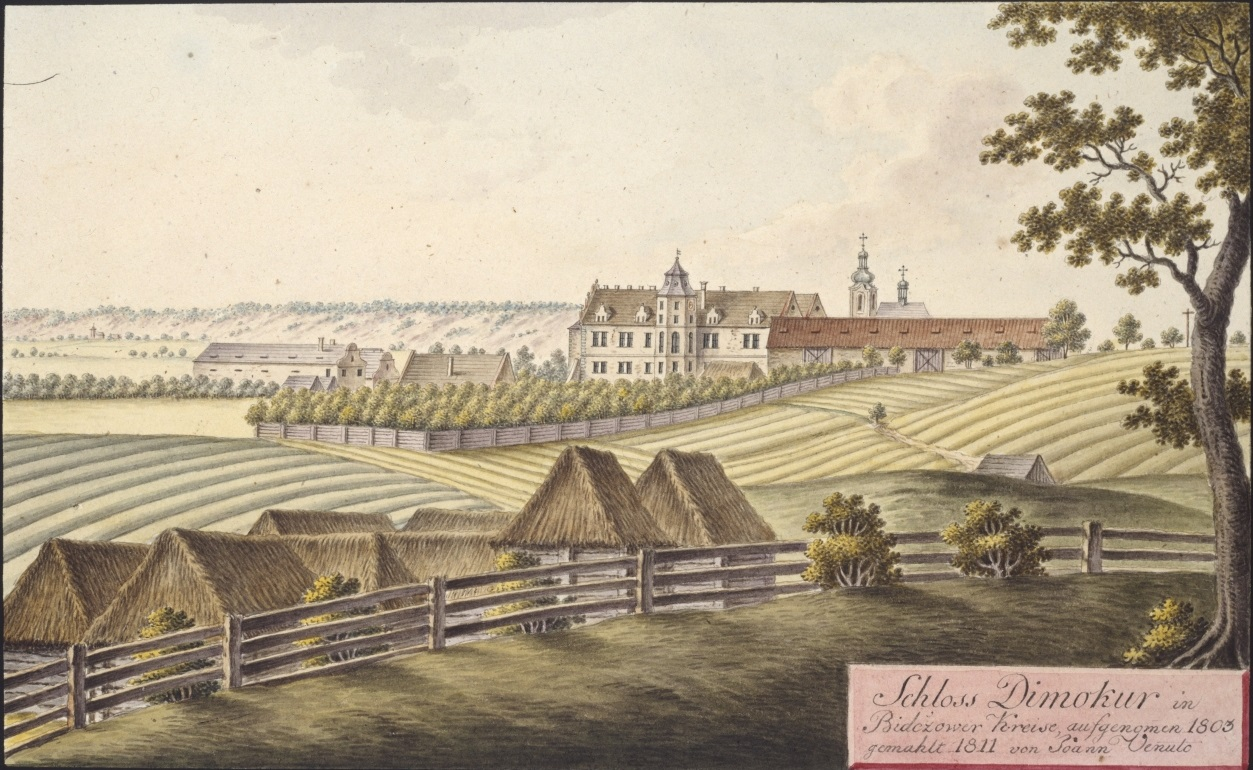
Zámek Dymokury, majetek Děpolda Černína od roku 1874

V letech 1870–1872 byl poslancem českého zemského sněmu, kam byl zvolen za velkostatkářskou kurii. Znovu byl českým poslancem ve dvou volebních obdobích v letech 1883–1892. Jako jeden z pěti volených ředitelů Hypoteční banky na svůj poslanecký mandát rezignoval v září 1892. V roce 1887 byl jmenován doživotním členem rakouské Panské sněmovny. Mimo jiné byl členem obecního výboru v Radonicích v sousedství velkostatku Vinoř a členem obecního výboru v Městci Králové nedaleko Dymokur. S titulem dvorního komisaře měl na starost také hospodářské záležitosti Tereziánského ústavu šlechtičen na Pražském hradě.
Za účast ve válkách byl nositelem Vojenského záslužného kříže (1859) a Řádu železné koruny III. třídy s válečnou dekorací (1866). V roce 1867 byl jmenován c. k. komořím a v roce 1891 obdržel titul c. k. tajného rady s nárokem na oslovení Excelence.
Zemřel v roce 1893 ve věku 57 let na zámku Dymokury, pohřben byl v rodové hrobce ve Vinoři.

## Majetek

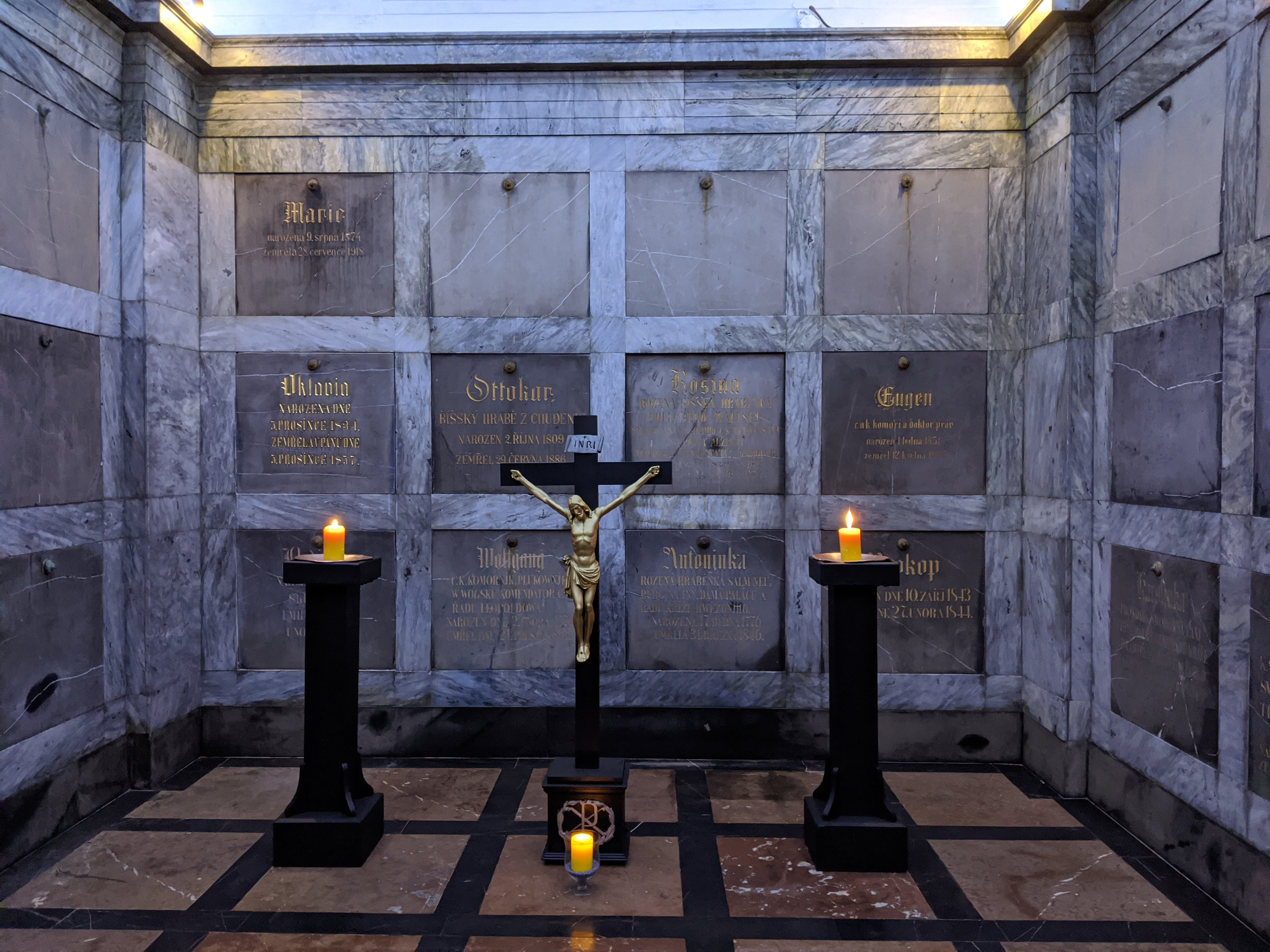
Interiér hrobky Černínů ve Vinoři

Po rodičích zdědil dva velkostatky ve středních Čechách. Po úmrtí matky převzal v roce 1874 velkostatek Dymokury na Nymbursku. V dědickém řízení byla hodnota velkostatku vyčíslena na více než dva milióny zlatých, patřilo k němu 6 811 hektarů půdy, dva hospodářské dvory, pivovar a cukrovar. Hned po převzetí Dymokur přistoupil k rozšíření zámeckého parku. V roce 1886 zdědil po otci velkostatek Vinoř poblíž Prahy v hodnotě téměř jeden milión zlatých. K Vinoři patřilo 1 350 hektarů půdy, hospodářský dvůr a cihelna. Rodovými sídly byly zámky Vinoř a Dymokury, v Praze rodina sídlila v pronajatém apartmánu v paláci Thurn-Taxisů v Letenské ulici č.p. 5.

## Rodina
V roce 1870 se v Praze oženil s hraběnkou Annou Marií Westphalenovou z Fürstenbergu (1850–1924), dcerou hraběte Otty Westphalena z Fürstenbergu (1807–1856). Přátelské a příbuzenské vazby na rodinu Westphalenů byly staršího data, protože Děpoldova mladší sestra Rosina (1837–1904) byla od roku 1863 manželkou hraběte Friedricha Westphalena z Fürstenbergu (1830–1900), majitele velkostatku Chlumec a poslance českého zemského sněmu. Anna Marie byla dámou Řádu hvězdového kříže a jako vdova později sídlila na zámku Hlušice, který rodina koupila v roce 1899 od dědiců Martina Wagnera. Z jejich manželství se narodilo sedm dětí.

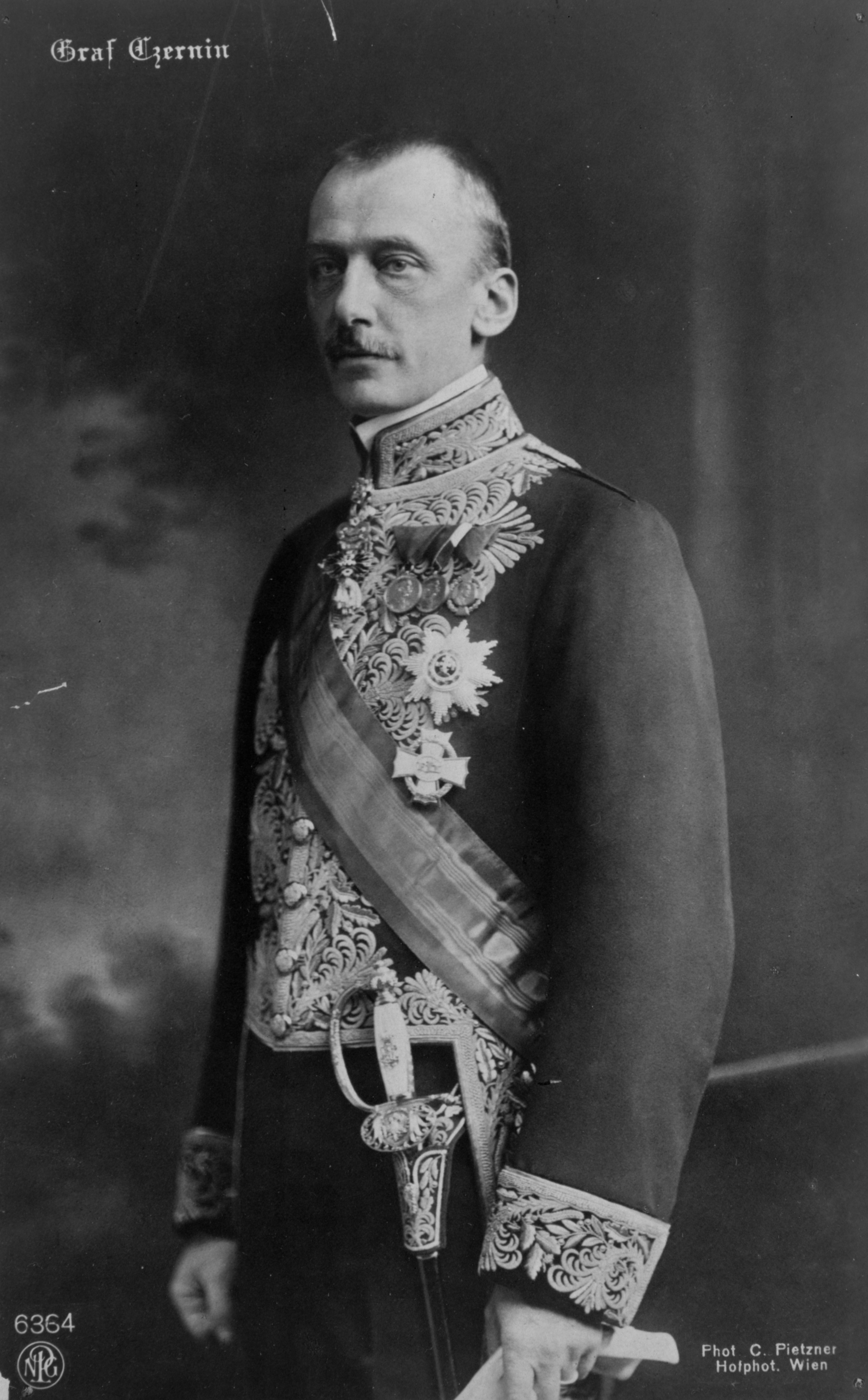
Děpoldův syn Otakar Černín (1872–1932), rakousko-uherský ministr zahraničí (1916–1918)

- 1. Děpold (Theobald) Josef (1871–1931), majitel velkostatků Dymokury a Hlušice, c. k. komoří, doživotní člen rakouské Panské sněmovny,[33] ∞ 1903 Marie Anna hraběnka Kinská z Vchynic a Tetova (1885–1952), dáma Řádu hvězdového kříže[34]
- 2. Otakar (1872–1932), majitel velkostatku Vinoř, diplomat, rakousko-uherský ministr zahraničí 1916–1918,[35] c. k. tajný rada, komoří, doživotní člen rakouské Panské sněmovny, ∞ 1897 Marie Klotylda hraběnka Kinská z Vchynic a Tetova (1878–1945), c. k. palácová dáma, dáma Řádu hvězdového kříže
- 3. Marie Rosina (1874–1918)
- 4. Otto Rudolf (1875–1962), diplomat, rakousko-uherský vyslanec v Bulharsku 1917–1918,[36] I. ∞ 1903 Lady Lucy Katherine Beckett (1884–1979), rozvod 1914, II. ∞ 1939 Marialisa Pfeiffer, ovdovělá Mérey (1899–1983)
- 5. Bedřich (1877–1907), c. k. komoří, nadporučík
- 6. Pavel Bedřich (1879–1938), c. k. komoří, rytmistr, okresní komisař v Hodoníně, místodržitelský rada v Dolním Rakousku[37] ∞ 1901 Gabriela hraběnka Orsini-Rosenberg (1879–1951), dáma Řádu hvězdového kříže[38]
- 7. Josef Děpold (1888–1907)

Děpoldův mladší bratr Josef (1842–1923) sloužil v armádě a později byl také poslancem českého zemského sněmu. Nejmladší bratr Eugen (1851–1907) vystudoval práva a byl dlouholetým poslancem rakouské říšské rady.
Děpoldovým švagrem byl hrabě Wilhelm Wolkenstein-Trostburg (1836–1915), majitel statků v západních Čechách, poslanec českého zemského sněmu a říšské rady.